# Zanclus cornutus
La famiglia degli Zanclidi conta un'unica specie, lo Zanclus cornutus, conosciuto in tutto il mondo con il nome comune di idolo moresco o zanclo cornuto (nome dovuto alla forma della testa, simile ad alcuni totem di popolazioni africane).

## Descrizione
Anatomicamente questi pesci sono simili agli scalari, ma il muso è allungato, l'occhio è sporgente e provvisto di spina e la pinna dorsale negli esemplari adulti si allunga fino a misurare oltre 50 cm (e Zanclus misura solitamente 23 cm). Il corpo è alto e compresso ai lati. Pinna dorsale ed anale sono allungate e terminano sul peduncolo caudale. Le pinne ventrali sono appuntite, le pettorali alte e ovaloidi. La coda è corta e forcuta. La livrea comprende quattro fasce (nera-bianca-gialla-nera) che si susseguono verticalmente, con muso screziato degli stessi colori e coda nera. La lunga pinna dorsale è bianca.

## Distribuzione e habitat
L'Idolo moresco è diffuso nell'oceano Indo-Pacifico, dalle coste californiane al Perù, dall'Africa orientale alla Polinesia; l'habitat prevalente della specie è la barriera corallina.

## Evoluzione
I più antichi membri degli zanclidi (genere Eozanclus brevirostris) sono noti nell'Eocene medio (circa 50 milioni di anni fa) e i loro fossili si trovano nel giacimento di Bolca, in provincia di Verona.